# Acacia phlebocarpa
Acacia phlebocarpa é uma espécie de leguminosa do gênero Acacia, pertencente à família Fabaceae.